# NGC 6707
NGC 6707 este o galaxie situată în constelația Telescopul. A fost descoperită în 8 iulie 1834 de către John Herschel. Se află la o distanță de 38,66 de megaparseci de Pământ.